# On n'est pas couché (TF1)
Pour les articles homonymes, voir On n'est pas couché, émission diffusée à partir de 2006.
On n'est pas couché est une émission de télévision bimensuelle animée par Bruno Solo, Yvan Le Bolloc'h et Gustave de Kervern, diffusée le mardi à 22 h 30 du 24 janvier 1995 au 24 mars 1995 sur TF1.
Le programme était conçu comme un talk-show et incluait différents sketchs de Bruno Solo et de Gustave de Kervern. L'émission ne rencontrant pas le succès escompté, elle fut rapidement déprogrammée.

## Invités
| N°   | Date de diffusion | Invités                                    |
| ---- | ----------------- | ------------------------------------------ |
| no 1 | 24 janvier 1995   | Marc Jolivet, Liane Foly, Véronique Genest |
| no 2 | 21 février 1995   | Clémentine Célarié, Dave                   |
| no 3 | 24 mars 1995      | la dernière émission                       |

## Réalisateur
- Laurent Villevieille